# Cristiano Morgado
Cristiano Morgado (Johannesburg, 27 augustus 1979) is een Zuid-Afrikaans autocoureur van Portugese afkomst.

## Carrière
Morgado won het wereldkampioenschap Rotax Max in het karting in 2004, waarna hij de RM1-klasse van het Europese kampioenschap won in 2005. In zijn eerste jaar in het formuleracing in 2004 behaalde hij tevens de pole position in het Formule Ford Festival. In 2006 behaalde hij vier overwinningen in de nationale klasse van het Britse Formule 3-kampioenschap, waarmee hij als tweede eindigde achter Rodolfo González.
In 2008 reed Morgado in de nieuwe Formule Volkswagen in Zuid-Afrika, waar hij acht overwinningen behaalde. Hiermee eindigde hij als tweede achter Gavin Cronje, die evenveel punten had, maar één overwinning meer behaalde. Hierdoor werd hij testrijder voor het A1 Team Zuid-Afrika in de A1GP tijdens het raceweekend op het Taupo Motorsport Park. Dankzij goede resultaten was hij dit ook tijdens de laatste twee raceweekenden op het Autódromo Internacional do Algarve en op Brands Hatch. In 2009 nam hij ook deel aan het raceweekend op het Bugatti Circuit in de Formule Renault 3.5 Series voor het team Comtec Racing, waarbij hij de races als negentiende en achttiende eindigde.
In 2011 keerde Morgado terug in het karting en won het wereldkampioenschap Rotax Max in de DD2 Masters-klasse. In 2012 en 2013 deed hij dit opnieuw en werd hiermee de eerste coureur die vier Rotax-wereldtitels heeft.